# 4167 Riemann
4167 Riemann este un asteroid din centura principală, descoperit pe 2 octombrie 1978 de Liudmila Juravliova.